# Isabel Costes
Isabel Costes (Amposta, Tarragona) es una directora de orquesta española. Directora musical y artística de la Orquesta Sinfónica del Atlántico desde su creación en 2006. Fundadora y directora del Certamen Internacional de Zarzuela de Valleseco (Gran Canaria) Es directora artística del Festival de Zarzuela y Música Española de La Palma y fundadora de la Orquesta Sinfónica Isla de La Palma.

## Trayectoria
Costes comenzó su trayectoria en la dirección de orquesta con el maestro Manuel Galduf. en el Conservatorio Superior de Música de Valencia, donde también estudió composición y orquestación con don Luís Blanes y don Amando Blanquer y dirección de coros con don Eduardo Cifre. Después de su graduación, asiste a los cursos que imparte el maestro Ros-Marbá con la Orquesta del Gran Teatro de Liceo de  Barcelona y a los cursos de dirección de la  prestigiosa Accademia Chigiana de Siena (Italia) con los directores Franco Ferrara y Carlo Mª Giulini.
En 2000, fundó la Orquesta Sinfónica Isla de La Palma. De 2000 a 2003, asumió la dirección del Festival de Música, Danza y Teatro Isla de La Palma. En 2006 asume la dirección de la Orquesta Sinfónica del Atlántico que reúne a músicos de distinta procedencia musical del territorio canario, tiene, entre sus objetivos, fomentar el gusto por la música entre los colectivos de personas jóvenes así como promocionar a jóvenes valores.
En 2014, se puso al frente de la dirección musical y artística de la primera versión de El Amor Brujo(1915) de Manuel de Falla, con la escenografía del artista plástico y escultor grancanario, Pepe Dámaso.
Desde 2015, ostenta el cargo de directora artística del Festival de Música Española y Zarzuela de La Palma.
Su perfil y trayectoria claramente aperturista y transversal propicia el encuentro de la música con el resto de las Artes. En su compromiso de dar visibilidad al rico patrimonio español, la maestra Isabel Costes es creadora, en 2020, de Zarzuela Estudio Internacional, programa formativo de alto rendimiento, así como directora general del Certamen Internacional de Zarzuela de Valleseco y del Festival de Música Española y Zarzuela de La Palma.
Ante la música de nueva creación, asume el compromiso de estrenar y/o grabar obra de compositores contemporáneos. 
La maestra Costes es miembro del Movimiento Internacional Women Conductors. Creado e impulsado en 2016 por la directora de orquesta brasileña Ligia Amadio. Bianualmente se celebra un Simposio con el fin de visibilizar a la mujer directora de orquesta y creadora. Los distintos simposios, con la participación de directoras procedentes de 38 países . han tenido lugar en Saõ Paulo,  Montevideo, Buenos Aires y la próxima edición en Gran Canaria.
Es requerida asiduamente como directora huésped en diversas orquestas de Europa y América. Ha intervenido con formaciones como la Orquesta Sinfónica de Porto Alegre (Brasil), Orquesta Filarmónica de Montevideo (Uruguay), Orquesta de Cámara de la UAEMex (México), Orquesta Nacional Juvenil del Sodre (Uruguay), Orquesta del Teatro Nacional Claudio Santoro de Brasilia (Brasil), Orquesta de Valencia, Orquesta Iberoamericana (México), OSJUAMex de la Universidad Autónoma del Estado de México, Orquesta Sinfónica Isla de La Palma, Orquesta Sinfónica de la Universidad de Zacatecas, Orquesta del Gran Teatre del Liceu de Barcelona, Orquestra Gèrminans de Barcelona, Orquestra Simfònica del Conservatori de Lleida, Symphony Orchestra de Tütlingen (Alemania), Orquesta Sinfónica del Vallès (Barcelona), Orquesta de Russe (Bulgaria), Banda Sinfónica Municipal de Barcelona, entre otras, actuando en diversos festivales y concursos internacionales.
Es licenciada en Historia del Arte y ha publicado artículos especializados en música y didáctica.

## Premios y reconocimientos
- Premio Más Mujer Arte y Cultura 2025.
- New Member Class Recording Academy
- Académica en Latin Recording Academy Grammy.
- Académica de la Academia de Artes Escénicas de España

## Discografía
- El Corregidor y la Molinera,   M. de Falla,
- Música para una Noche de Ánimas, Compositores Varios
- Danzas del Ballet Estancia,    Alberto Ginastera,
- Le Tombeau de Couperin,    Maurice Ravel,
- Hommage à Édith Piaf
- 5ª Sinfonía L. Van  Beethoven,
- Rhapsody in Blue / An American in París,  George Gershwin